# Corner (famiglia)

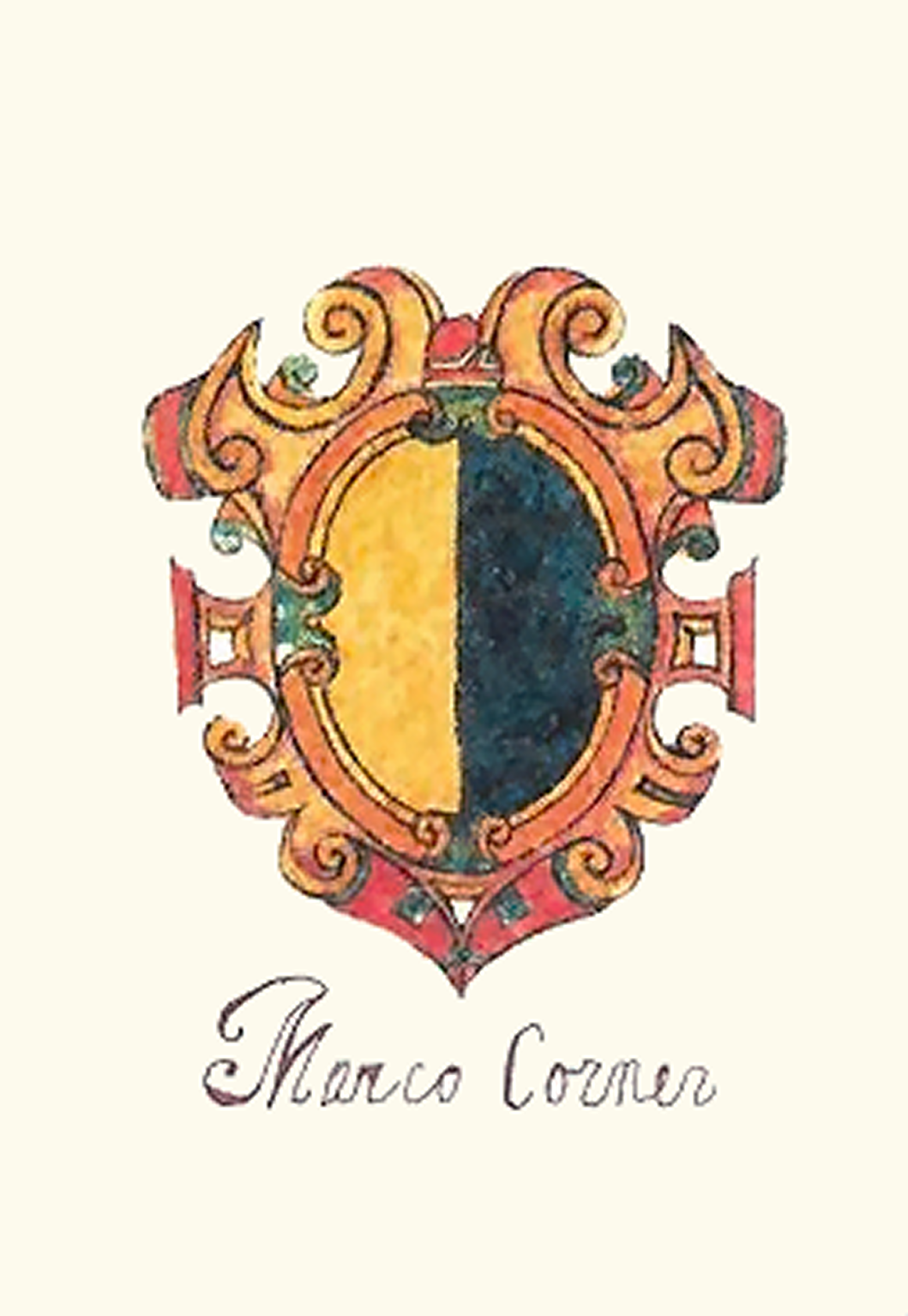
Stemma dei Cornèr

I Cornèr (o, nella forma italianizzata, Cornaro) furono una delle famiglie patrizie più ricche e influenti della Repubblica di Venezia.
Tra i suoi membri ben quattro esponenti furono eletti dogi della Repubblica di Venezia, ovvero: Marco Corner, dal 1365 al 1368; Giovanni I Corner, dal 1625 al 1629; Francesco Corner, per diciannove giorni nel 1656; e Giovanni II Corner, dal 1709 al 1722.
Sempre appartenente a questa famiglia era Caterina Cornaro, che fu l'ultima regina di Cipro, prima come consorte del re Giacomo II di Lusignano, poi come reggente per il figlio Giacomo III di Lusignano, ed infine come unica regnante dal 1474 al 1489. Si deve a lei l'avvenuta annessione di Cipro nei domini della Serenissima, infatti venne costretta ad abdicare nel 1489 in favore di quest'ultima e fece ritorno in patria.

## Storia

### Origini
Una tradizione li fa discendere dalla romana gens Cornelia; sarebbero quindi passati a Rimini, giungendo poi a Venezia in tempi antichissimi. Li si ritrova nel ristretto gruppo delle famiglie "evangeliche" del patriziato, cioè quelle che nel 982 avevano partecipato alla fondazione del monastero di San Giorgio Maggiore.
La famiglia diede alla Repubblica numerosi uomini d'arme, alti prelati, letterati e politici, tra i quali spiccano quattro dogi.
Dei Corner si distinguevano quattro linee principali: la più antica erano i Corner della Piscopia, originatasi nel Trecento da un Federico che aveva ricevuto in feudo la località di Piscopi, oggi Episkopi presso Limassol, sull'isola di Cipro; le altre discendevano dai tre figli di Giorgio, fratello della notissima Caterina e fautore dell'annessione di Cipro alla Repubblica (rami "di San Polo", di "San Maurizio" e di "San Cassiano").

### Corner della Piscopia

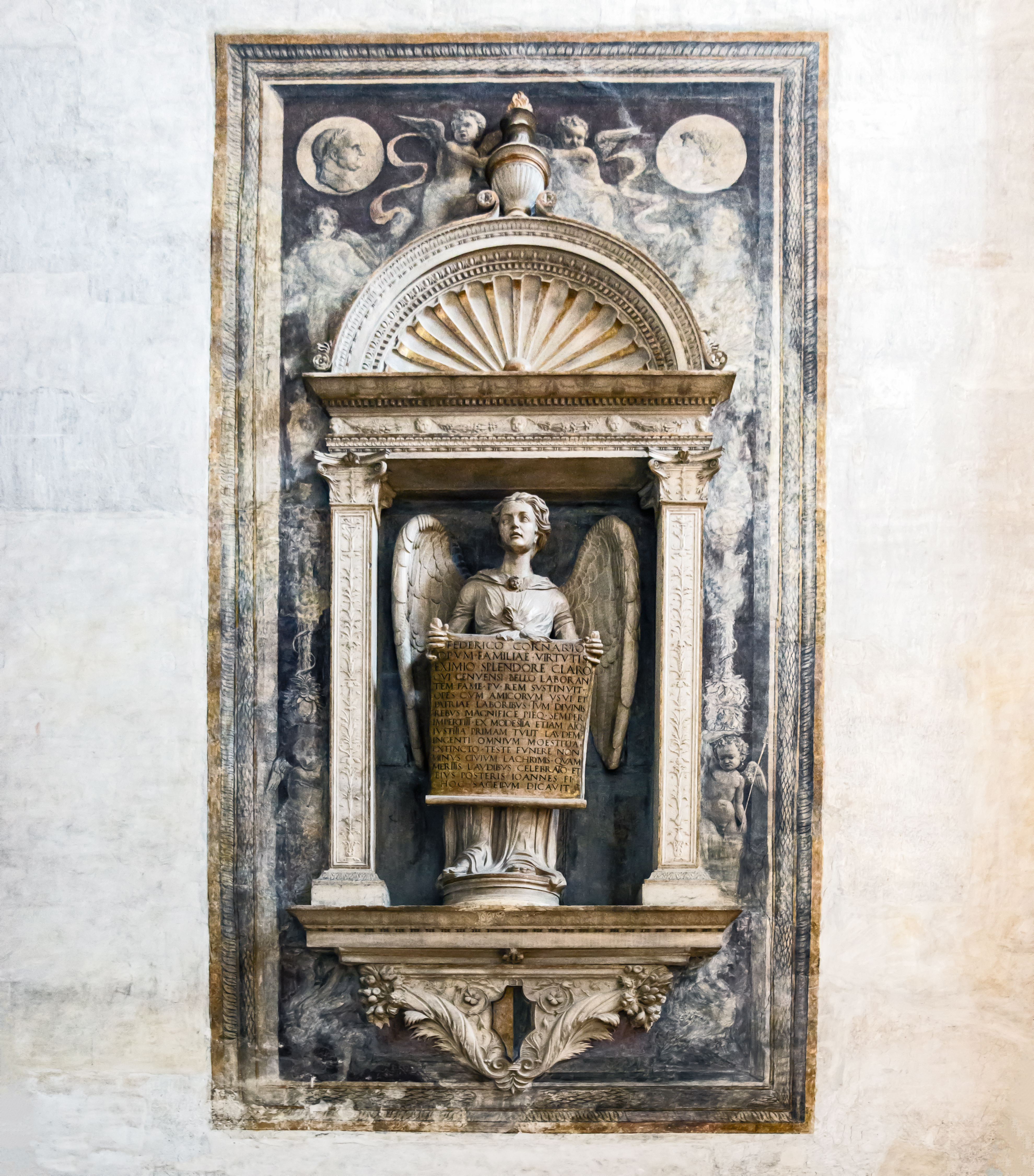
Monumento a Federico Corner nella Basilica di Santa Maria Gloriosa dei Frari

Discendevano da Federico di Nicolò Corner di San Luca, il quale concesse al re di Cipro Pietro I di Lusignano, suo amico, un importante prestito da impiegare nella lotta contro i Turchi. Il sovrano, in cambio, gli diede il feudo di Piscopi, localizzato presso l'estremità meridionale dell'isola, che il Corner trasformò in un importante centro della produzione dello zucchero; nel 1379 risultava essere il cittadino più ricco di Venezia. Lo stesso Federico acquistò dagli Zane l'attuale Ca' Loredan, che rappresentò per secoli la dimora della famiglia.
Nel corso del Cinquecento la famiglia cominciò a decadere economicamente e, al contempo, diminuiva anche la sua partecipazione alla vita politica.

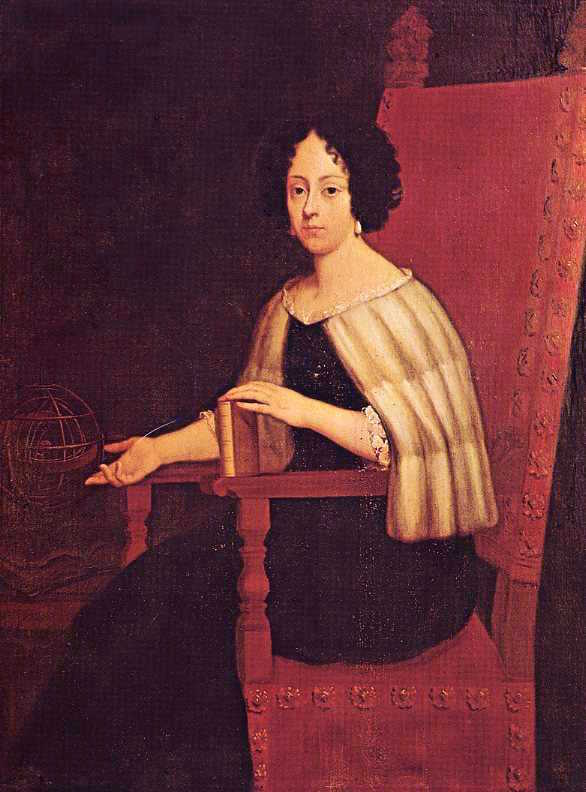
Anonimo: Ritratto di Elena Lucrezia Corner, Biblioteca Ambrosiana, Milano

Di questo ramo si distinsero Francesco di Fantino (1521-1584), politico e militare, Girolamo di Giacomo Alvise (1574-1625), politico e uomo di cultura, e suo figlio Giovan Battista (1613-1692), come lui politico e intellettuale. Notissima fu inoltre la figlia di quest'ultimo, l'erudita Elena Lucrezia (1646-1684), considerata la prima donna laureata della storia.
Ultime rappresentanti di questa linea furono le sorelle Lucrezia ed Elena di Girolamo, nipoti della precedente, coniugate rispettivamente con Sebastiano Foscari (1702) e a Giovanni Battista Loredan (1703, al quale andò il palazzo di famiglia).

### Corner di San Polo

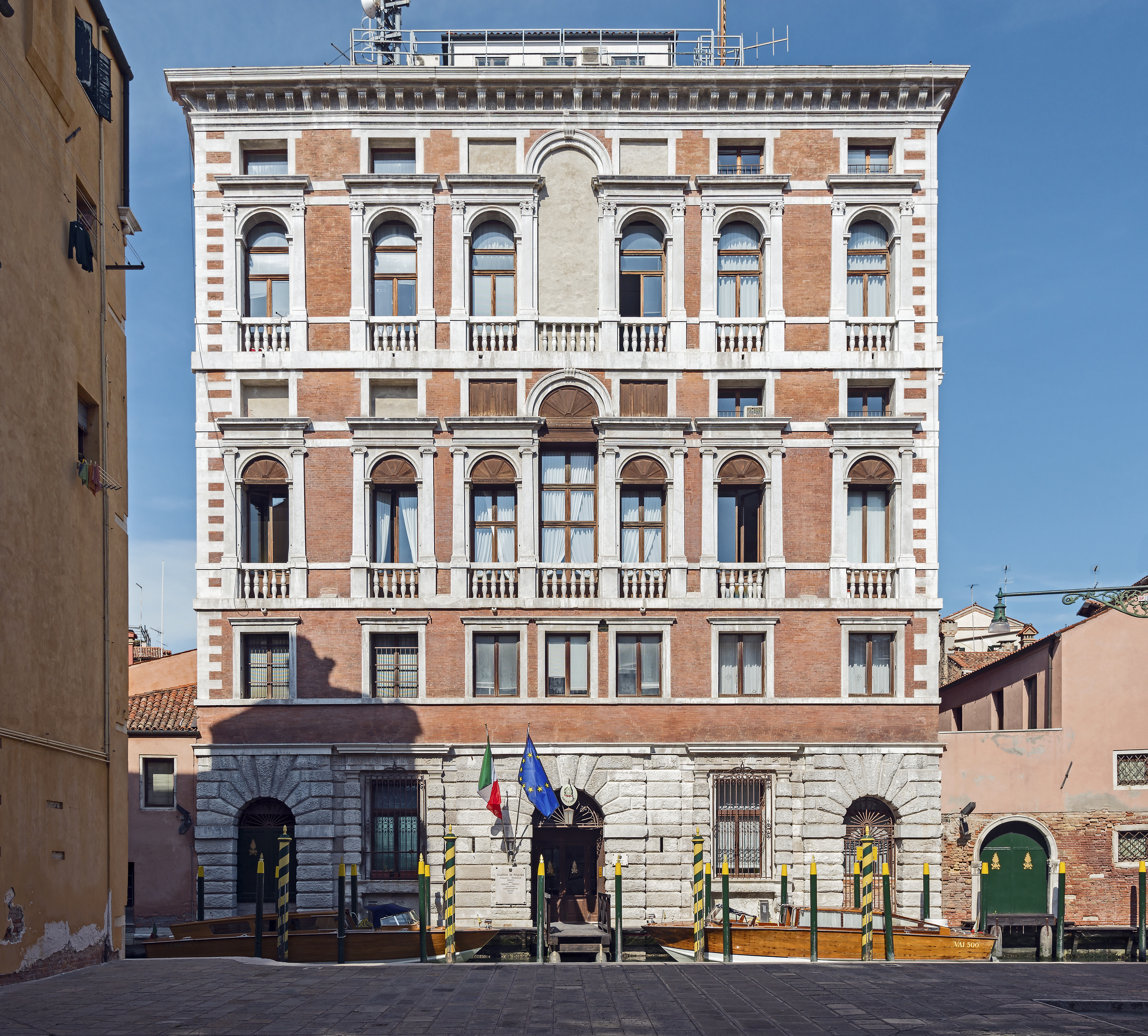
Palazzo Corner Mocenigo, facciata sul rio di San Polo

Il ramo, discendente da Giovanni di Giorgio, prendeva il nome dal palazzo affacciato su campo San Polo, acquistato a suo tempo da Marco di Giorgio.
Tra il Cinque e il Settecento erano una delle famiglie più ricche di Venezia. Alla loro opulenza contribuivano in primo luogo le proprietà terriere sparse per tutto il Veneto, ma anche le rendite dei membri che occupavano prestigiose gerarchie ecclesiastiche, nonché un'attenta gestione del patrimonio che veniva mantenuto indiviso mediante un numero limitato di matrimoni. A tutto ciò si aggiungeva il prestigio dovuto all'elezione al soglio ducale di tre suoi esponenti: Giovanni di Marcantonio (1551-1629, eletto nel 1625), Francesco di Giovanni (1585-1656, eletto nel 1656) e Giovanni di Federico (1647-1722, eletto nel 1709).

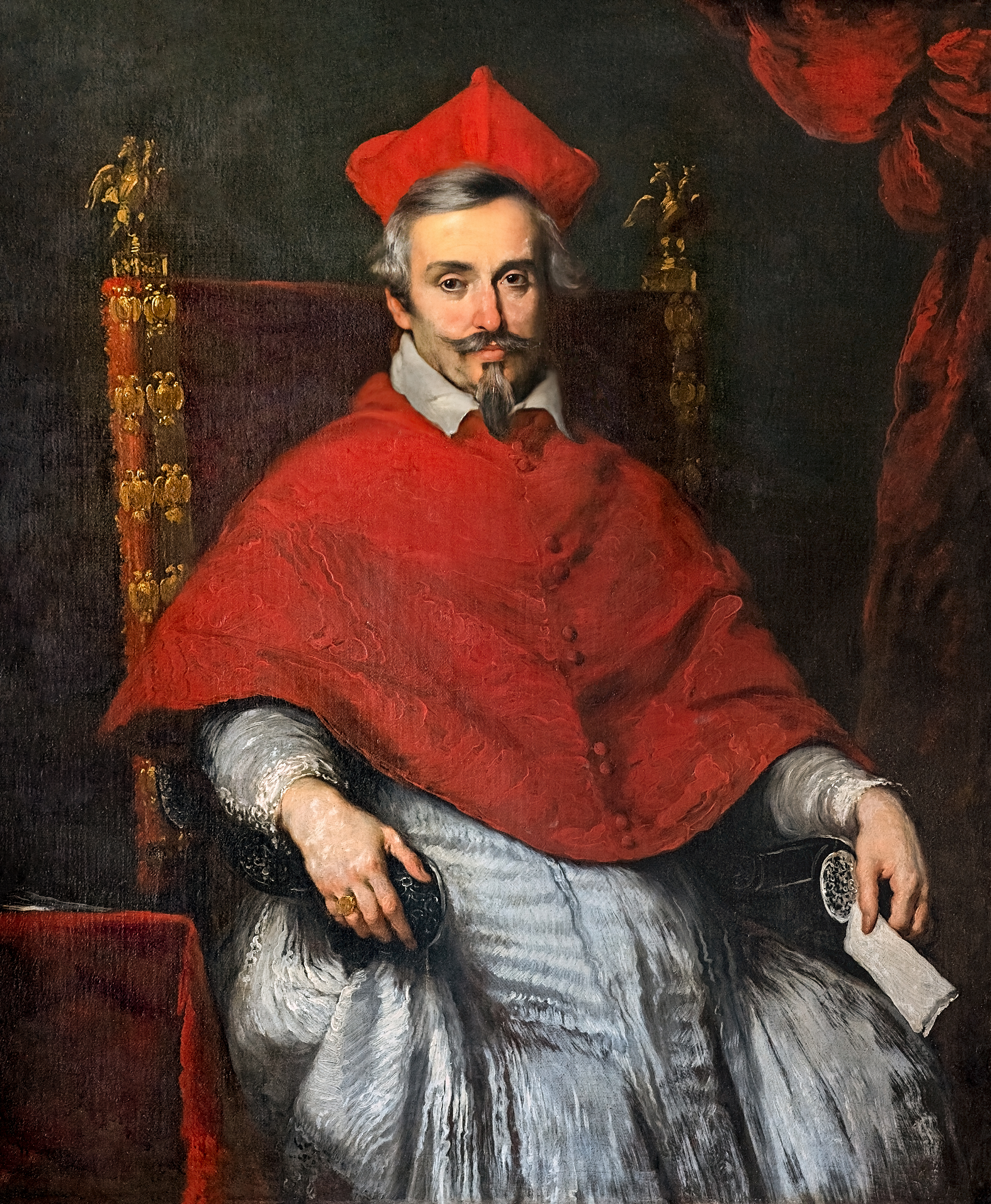
Ritratto del cardinale Federico Baldissera Bartolomeo Corner di Bernardo Strozzi, 1640. Questo dipinto è conservato a Ca' Rezzonico, Venezia

Altri membri illustri furono Alvise di Giovanni (1588-1641) e Francesco di Federico (1670-1734), politici e diplomatici. Tra le varie personalità ecclesiastiche, si ricordano i cardinali Alvise di Giovanni (1517-1584), Federico di Giovanni (1579-1653) e Giorgio di Francesco (1658-1722), nonché il vescovo Alvise di Marcantonio (1558-1594).
Si estinsero nel 1799 con Giovanni di Francesco, morto senza eredi maschi. I beni di famiglia passarono ai discendenti della figlia Laura, sposata con Alvise Mocenigo.

### Corner di San Maurizio
Capostipite fu Giacomo di Giorgio (1483-1542) il quale, al momento della divisione dei beni paterni, ereditò il palazzo di famiglia di San Maurizio, affacciato sul Canal Grande. Lo stesso Giacomo iniziò la ricostruzione dell'edificio, distrutto da un incendio il 16 agosto 1532: fu proprio per la magnifica residenza, progettata da Jacopo Sansovino, che la famiglia fu nota anche come "Corner della Ca' Granda".
Anche questo ramo si distinse per il prestigio e la ricchezza: nel 1711 Francesco Corner dichiarava decine di case e botteghe, distribuite specialmente tra Venezia, Padova e Asolo, e fondi sparsi in tutto il Veneto.
Delle personalità di spicco, si citano Andrea di Giacomo (1511-1551), cardinale, e Andrea di Francesco (1686-1730), politico e diplomatico.

### Corner di San Cassiano

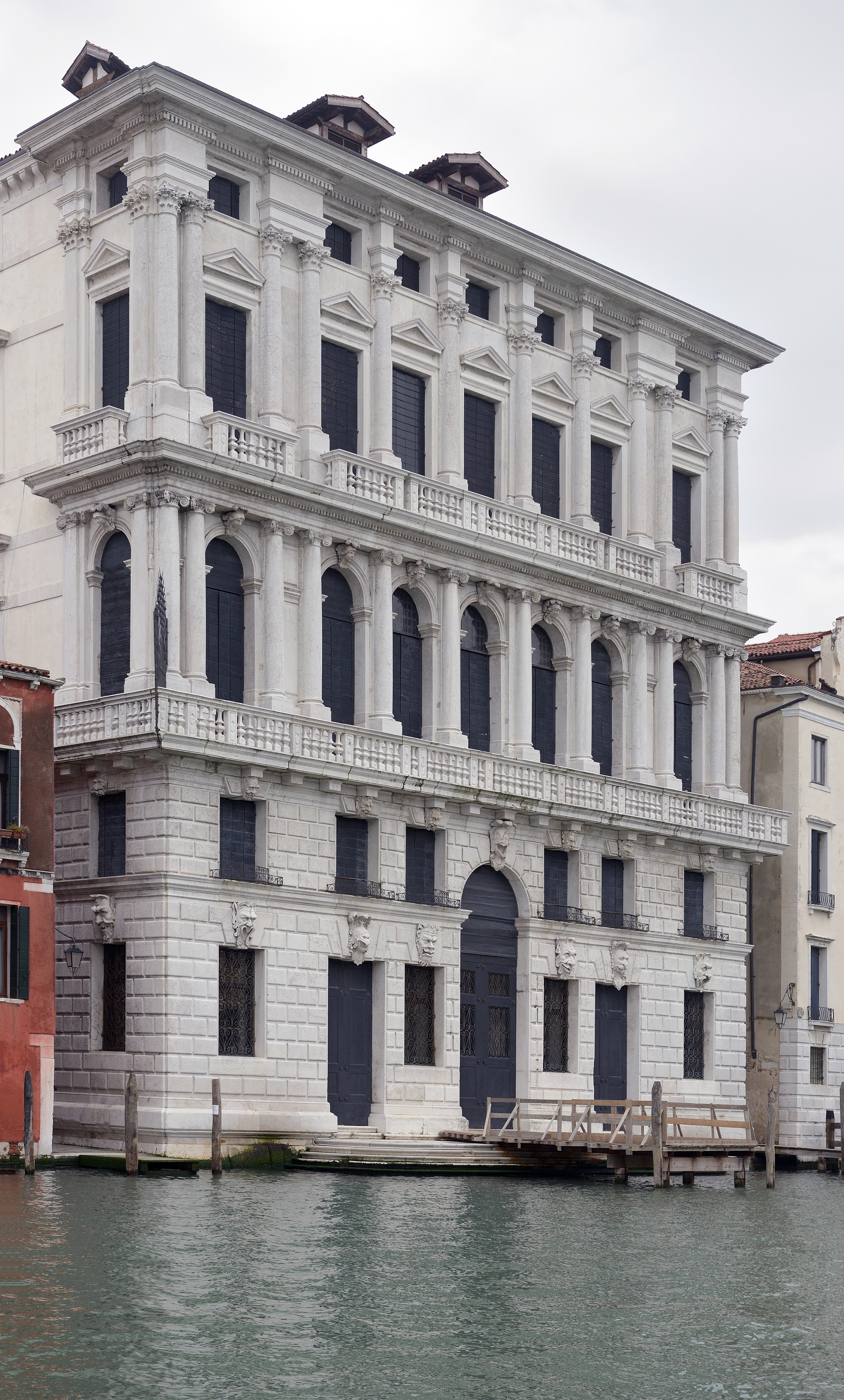
Ca' Corner della Regina

Derivavano da Girolamo, un terzo figlio di Giorgio. La famiglia aveva ricevuto in eredità la Ca' Corner della Regina di San Cassiano, altro acquisto di Marco di Giorgio (1458), così chiamata perché vi era nata la celebre Caterina Corner (la linea fu nota, infatti, anche come "Corner della Regina"). Assai influenti nella vita pubblica, potevano pure contare su un ingente patrimonio, sebbene i dissidi parentali in ambito economico avessero più di una volta minato l'unità della famiglia.
Uomini politici e ambasciatori furono Girolamo di Giorgio (1562-1634), il figlio Francesco (1597-1651), i fratelli Giorgio (1623-1667), Girolamo (1632-1690), Federico, politico e diplomatico (1638-1724) e Caterino (1624-1669), quest'ultimo valente in ambito militare.
Ultimo rappresentate fu Caterino Corner (1732-1802) il quale lasciò il suo palazzo a papa Pio VII. Il pontefice lo concesse più tardi ai fratelli Cavanis, fondatori delle Scuole di Carità.

## Esponenti
Tra le personalità con questo cognome vi sono (ordinati per data di nascita):
- Marco Corner (1285-1368), 59º doge della Repubblica di Venezia nel 1365
- Federico Corner (prima metà del XIV secolo-1382), politico e diplomatico
- Giorgio Corner (1374-1439) politico e militare
- Giorgio Corner (1452-1527), politico
- Caterina Corner (1454-1510), regina di Cipro ed Armenia
- Francesco Corner (1478-1543), cardinale
- Marco Corner (1482-1524), cardinale
- Andrea Corner (1511-1551), cardinale
- Alvise Corner (1517-1584), cardinale
- Federico Corner (1531-1590), cardinale
- Francesco Corner (1547-1598), cardinale e vescovo
- Giovanni I Corner (1551-1629), 96º doge della Repubblica di Venezia dal 1625 al 1629
- Federico Corner (1579-1653), cardinale e arcivescovo cattolico
- Francesco Corner (1585-1656), 101º doge della Repubblica Veneziana nel 1656
- Caterino Corner (1624-1669), militare
- Elena Lucrezia Corner (1646-1684), prima donna al mondo a conseguire una laurea
- Giovanni II Corner (1647-1722), 111º doge della Repubblica di Venezia dal 1709 al 1722
- Giorgio Corner (1658-1722), cardinale e arcivescovo
- Andrea Corner (1686-1730), diplomatico
- Flaminio Corner (1693 – 1778), storico
- Giovanni Corner (1720-1789), cardinale
- Luc'Andrea Corner (1759-1834), capitano di fregata e poeta

## Albero genealogico
|                       |                                                  |                                                  |                               |                             |                                   |                                         |                                         |                                         |                                           |                                           |                                           |                                           |                    |                    |                        |                        |                                       |                                       |                              |                              |
|                       |                                                  |                                                  |                               |                             |                                   |                                         |                                         |                                         |                                           |                                           |                                           |                                           | CORNER             |                    |                        |                        |                                       |                                       |                              |                              |
|                       |                                                  |                                                  |                               |                             |                                   |                                         |                                         |                                         |                                           |                                           |                                           |                                           |                    |                    |                        |                        |                                       |                                       |                              |                              |
|                       |                                                  |                                                  |                               |                             |                                   |                                         |                                         |                                         |                                           |                                           |                                           |                                           |                    |                    |                        |                        |                                       |                                       |                              |                              |
|                       |                                                  |                                                  |                               |                             |                                   |                                         |                                         |                                         |                                           |                                           |                                           |                                           | Giovanni           |                    |                        |                        |                                       |                                       |                              |                              |
|                       |                                                  |                                                  |                               |                             |                                   |                                         |                                         |                                         |                                           |                                           |                                           |                                           |                    |                    |                        |                        |                                       |                                       |                              |                              |
|                       |                                                  |                                                  |                               |                             |                                   |                                         |                                         |                                         |                                           |                                           |                                           |                                           |                    |                    |                        |                        |                                       |                                       |                              |                              |
|                       |                                                  |                                                  |                               |                             |                                   |                                         |                                         | Filippo                                 | Filippo                                   | Tomaso                                    | Tomaso                                    | Marco 1285-1368                           | Marco 1285-1368    | Andrea             | Andrea                 | Pietro                 | Pietro                                | Benedetto                             | Benedetto                    |                              |
|                       |                                                  |                                                  |                               |                             |                                   |                                         |                                         |                                         |                                           |                                           |                                           |                                           |                    |                    |                        |                        |                                       |                                       |                              |                              |
|                       |                                                  |                                                  |                               |                             |                                   |                                         |                                         |                                         |                                           |                                           |                                           |                                           |                    |                    |                        |                        |                                       |                                       |                              |                              |
|                       |                                                  |                                                  |                               |                             |                                   |                                         | Andrea ⚭ Giustiniana Giustinian         | Andrea ⚭ Giustiniana Giustinian         |                                           |                                           |                                           |                                           |                    |                    |                        |                        |                                       | Enrico                                | Enrico                       |                              |
|                       |                                                  |                                                  |                               |                             |                                   |                                         |                                         |                                         |                                           |                                           |                                           |                                           |                    |                    |                        |                        |                                       |                                       |                              |                              |
|                       |                                                  |                                                  |                               |                             |                                   |                                         |                                         |                                         |                                           |                                           |                                           |                                           |                    |                    |                        |                        |                                       |                                       |                              |                              |
|                       |                                                  |                                                  |                               |                             |                                   |                                         | Giorgio 1374-1439 ⚭ Caterina Giustinian | Giorgio 1374-1439 ⚭ Caterina Giustinian |                                           |                                           |                                           |                                           |                    |                    |                        |                        |                                       | Alvise 1484-1566                      | Alvise 1484-1566             |                              |
|                       |                                                  |                                                  |                               |                             |                                   |                                         |                                         |                                         |                                           |                                           |                                           |                                           |                    |                    |                        |                        |                                       |                                       |                              |                              |
|                       |                                                  |                                                  |                               |                             |                                   |                                         |                                         |                                         |                                           |                                           |                                           |                                           |                    |                    |                        |                        |                                       |                                       |                              |                              |
|                       |                                                  |                                                  |                               |                             |                                   | Marco 1406-1479 ⚭ Fiorenza Crispo       | Marco 1406-1479 ⚭ Fiorenza Crispo       | Andrea 1419-1473                        | Andrea 1419-1473                          |                                           |                                           |                                           |                    |                    |                        |                        |                                       | -                                     | -                            |                              |
|                       |                                                  |                                                  |                               |                             |                                   |                                         |                                         |                                         |                                           |                                           |                                           |                                           |                    |                    |                        |                        |                                       |                                       |                              |                              |
|                       |                                                  |                                                  |                               |                             |                                   |                                         |                                         |                                         |                                           |                                           |                                           |                                           |                    |                    |                        |                        |                                       |                                       |                              |                              |
|                       |                                                  |                                                  |                               | Caterina 1454-1510          | Caterina 1454-1510                | Giorgio 1452-1527 ⚭ Elisabetta Morosini | Giorgio 1452-1527 ⚭ Elisabetta Morosini | Luca                                    | Luca                                      |                                           |                                           |                                           |                    |                    |                        |                        |                                       | Giacomo Alvise 1574-1649              | Giacomo Alvise 1574-1649     |                              |
|                       |                                                  |                                                  |                               |                             |                                   |                                         |                                         |                                         |                                           |                                           |                                           |                                           |                    |                    |                        |                        |                                       |                                       |                              |                              |
|                       |                                                  |                                                  |                               |                             |                                   |                                         |                                         |                                         |                                           |                                           |                                           |                                           |                    |                    |                        |                        |                                       |                                       |                              |                              |
|                       | San Maurizio Giacomo 1483-1542 ⚭ Marina Morosini | San Maurizio Giacomo 1483-1542 ⚭ Marina Morosini | San Cassiano Girolamo -1550   | San Cassiano Girolamo -1550 | Francesco 1478-1543               | Francesco 1478-1543                     |                                         | Marco 1482-1524                         | Marco 1482-1524                           |                                           | San Polo Giovanni -1551 ⚭ Andriana Pisani | San Polo Giovanni -1551 ⚭ Andriana Pisani |                    |                    |                        |                        | Marcantonio                           | Marcantonio                           | Girolamo ⚭ Margherita Corner | Girolamo ⚭ Margherita Corner |
|                       |                                                  |                                                  |                               |                             |                                   |                                         |                                         |                                         |                                           |                                           |                                           |                                           |                    |                    |                        |                        |                                       |                                       |                              |                              |
|                       |                                                  |                                                  |                               |                             |                                   |                                         |                                         |                                         |                                           |                                           |                                           |                                           |                    |                    |                        |                        |                                       |                                       |                              |                              |
|                       | Andrea 1511-1551                                 | Andrea 1511-1551                                 | Andrea                        | Andrea                      | Alvise 1517-1584                  | Alvise 1517-1584                        | Francesco 1526-1570                     | Francesco 1526-1570                     | Marcantonio 1520-1571 ⚭ Cecilia Contarini | Marcantonio 1520-1571 ⚭ Cecilia Contarini | Giorgio 1523-1579                         | Giorgio 1523-1579                         | Federico 1531-1590 | Federico 1531-1590 | Elena ⚭ Andrea Loredan | Elena ⚭ Andrea Loredan | Cornelia ⚭ Pietro Morosini            | Cornelia ⚭ Pietro Morosini            | Giovan Battista 1613-1654    | Giovan Battista 1613-1654    |
|                       |                                                  |                                                  |                               |                             |                                   |                                         |                                         |                                         |                                           |                                           |                                           |                                           |                    |                    |                        |                        |                                       |                                       |                              |                              |
|                       |                                                  |                                                  |                               |                             |                                   |                                         |                                         |                                         |                                           |                                           |                                           |                                           |                    |                    |                        |                        |                                       |                                       |                              |                              |
|                       |                                                  |                                                  | Caterino 1624-1669            | Caterino 1624-1669          | Francesco 1547-1598               | Francesco 1547-1598                     | Giovanni 1551-1629 ⚭ Chiara Dolfin      | Giovanni 1551-1629 ⚭ Chiara Dolfin      | Alvise 1557-1594                          | Alvise 1557-1594                          | Giorgio 1561-1631                         | Giorgio 1561-1631                         | Cornelia           | Cornelia           |                        |                        | Giovanni Francesco Morosini 1537-1596 | Giovanni Francesco Morosini 1537-1596 | Elena Lucrezia 1646-1684     | Elena Lucrezia 1646-1684     |
|                       |                                                  |                                                  |                               |                             |                                   |                                         |                                         |                                         |                                           |                                           |                                           |                                           |                    |                    |                        |                        |                                       |                                       |                              |                              |
|                       |                                                  |                                                  |                               |                             |                                   |                                         |                                         |                                         |                                           |                                           |                                           |                                           |                    |                    |                        |                        |                                       |                                       |                              |                              |
| Marcantonio 1578-1636 | Marcantonio 1578-1636                            | Federico Baldassare 1579-1653                    | Federico Baldassare 1579-1653 | Marcantonio 1582-1636       | Marcantonio 1582-1636             | Francesco 1585-1656                     | Francesco 1585-1656                     | Alvise 1588-1641                        | Alvise 1588-1641                          | Giorgio 1592-1630                         | Giorgio 1592-1630                         | Lorenzo 1595-                             | Lorenzo 1595-      | Cecilia            | Cecilia                |                        |                                       |                                       |                              |                              |
|                       |                                                  |                                                  |                               |                             |                                   |                                         |                                         |                                         |                                           |                                           |                                           |                                           |                    |                    |                        |                        |                                       |                                       |                              |                              |
|                       |                                                  |                                                  |                               |                             |                                   |                                         |                                         |                                         |                                           |                                           |                                           |                                           |                    |                    |                        |                        |                                       |                                       |                              |                              |
|                       |                                                  |                                                  |                               |                             |                                   | Federico ⚭ Cornelia Contarini           |                                         |                                         |                                           |                                           |                                           |                                           |                    |                    |                        |                        |                                       |                                       |                              |                              |
|                       |                                                  |                                                  |                               |                             |                                   |                                         |                                         |                                         |                                           |                                           |                                           |                                           |                    |                    |                        |                        |                                       |                                       |                              |                              |
|                       |                                                  |                                                  |                               |                             |                                   |                                         |                                         |                                         |                                           |                                           |                                           |                                           |                    |                    |                        |                        |                                       |                                       |                              |                              |
|                       |                                                  |                                                  |                               |                             | Giovanni 1647-1722 ⚭ Laura Corner | Giovanni 1647-1722 ⚭ Laura Corner       | Giorgio 1658-1722                       | Giorgio 1658-1722                       |                                           |                                           |                                           |                                           |                    |                    |                        |                        |                                       |                                       |                              |                              |

## Ville e palazzi
- Ca' Corner della Ca' Granda sul Canal Grande di fronte a Palazzo Venier dei Leoni, progettata da Jacopo Sansovino
- Ca' Corner Mocenico, affacciata su campo San Polo, progettata da Michele Sanmicheli
- Ca' Corner della Regina su Canal Grande nel sestiere di Santa Croce, vicino a Ca' Pesaro, progettata da Domenico Rossi
- Villa Cornaro a Piombino Dese (provincia di Padova), progettata per Giorgio Cornaro da Andrea Palladio nel 1552
- Villa Corner della Regina a Cavasagra di Vedelago (Treviso), riedificata da Francesco Maria Preti intorno al 1770